# Akpassi
Akpassi est un arrondissement de la commune de Bantè dans le département des Collines en République du Bénin
C'est l'arrondissement le plus proche de la ville de Bantè (3 km). Il est limité au nord par l'arrondissement de Pira, au sud par celui de Bantè et à l'Est par celui de Bobè. Il est composé de trois quartiers (Illagbo, Illaré et Okoto) et d'un village, Banon.

## Population
Lors du recensement de 2013 (RGPH4), Akpassi comptait 12 967 habitants.

## Éducation
L'arrondissement dispose de plusieurs établissements scolaires publics et privés, notamment le CEG2 Bantè, le Complexe Catholique d'Akpassi, l'école islamique d'Akpassi[réf. nécessaire].